# Vương quốc Aksum
Vương quốc Aksum (tiếng Ge'ez: መንግሥተ አክሱም, Mängəśtä ʾäksum) hay Đế quốc Aksumite là một vương quốc cổ nằm ở Eritrea ngày nay và vùng Tigray của Ethiopia. Được cai trị bởi người Aksumite, nó tồn tại từ khoảng 100 AD đến 940 AD. Chính thể đã được tập trung ở thành phố Axum. Nó đã phát triển từ giai đoạn Proxa-Aksumite Iron vào khoảng thế kỷ thứ 4 trước Công nguyên để đạt được sự nổi bật từ thế kỷ thứ 1 sau Công nguyên, và trở thành một người chơi chính trên tuyến thương mại giữa Đế quốc La Mã và Ấn Độ cổ. Các nhà lãnh đạo Aksumite đã tạo điều kiện thuận lợi cho thương mại bằng cách đúc tiền tệ Aksumite của họ, với việc nhà nước thiết lập quyền bá chủ của mình đối với Vương quốc Kush đang giảm sút. Nó cũng thường xuyên nhập vào chính trị của các vương quốc trên Bán đảo Ả rập, và cuối cùng mở rộng quy tắc của nó trên khu vực với việc chinh phục Vương quốc Himyarite. Tiên tri Mani Ba Tư (mất năm 274 sau công nguyên) coi Axum là một trong bốn cường quốc của thời đại, cùng với Ba Tư, Rôma và Trung Hoa.
Người Axumite dựng lên một số văn bia lớn, phục vụ cho mục đích tôn giáo trong thời kỳ tiền Thiên chúa giáo. Một trong những cột đá granit này là cấu trúc lớn nhất trên thế giới, đứng ở độ cao 90 feet. Dưới Ezana (320-360) Aksum chấp nhận Kitô giáo. Vào thế kỷ thứ 7, người Hồi giáo Hồi giáo đầu tiên từ Mecca đã tìm kiếm nơi ẩn náu từ cuộc bức hại Quraysh bằng cách đi đến vương quốc, một hành trình được biết đến trong lịch sử Hồi giáo như Hijra Đầu tiên.
Kinh đô cổ của nó, còn được gọi là Axum ở phía bắc Ethiopia. Vương quốc này đã sử dụng cái tên "Ethiopia" vào khoảng đầu thế kỷ thứ 4. Truyền thống tuyên bố Axum là nơi nghỉ ngơi được cho là Hiệp ước của Ark và nhà của Hoàng hậu Xeba.